# Pilea longipedunculata
Pilea longipedunculata är en nässelväxtart som beskrevs av S.S. Chien och C.J. Chen. Pilea longipedunculata ingår i släktet pileor, och familjen nässelväxter. Inga underarter finns listade i Catalogue of Life.